# Bundesstraße 443
Pour les articles homonymes, voir Route 443.
La Bundesstraße 443 est une Bundesstraße du Land de Basse-Saxe.

## Géographie
La Bundesstraße 443 relie le sud de Hanovre de Pattensen à Burgdorf. La section au sud-ouest traverse Pattensen, Laatzen et Hanovre, celle au nord-est Sehnde, Lehrte et Burgdorf. Les deux sections sont reliées par la Kreisstraße 148. Elle sert également d'alimentation importante au parc des expositions de Hanovre.

## Histoire
Par arrêté du ministère de l'économie et des transports de Basse-Saxe du 9 janvier 1962, la Landstraße I. Ordnung Nr. 402 est reclassée en B 443 avec effet au 1er janvier 1962.
Après que le Ministère fédéral des Transports et le Land de Basse-Saxe concluent en 2011 un accord sur la gradation des Bundesstraßen qui ne sont plus pertinentes pour le trafic longue distance, la section entre l'A 7 et la B 65 devient une Kreisstraße le 1er janvier 2017. Une action en justice intentée par la région de Hanovre devant le tribunal administratif de Hanovre contre le déclassement et le transfert associé de la charge de construction à la région de Hanovre est rejetée en 2019. Cela se justifie, entre autres, par le fait que la section a perdu sa fonction de réseau de Bundesfernstraße en comblant la brèche sur l'A 7 entre Hildesheim-Drispenstedt et Hanovre-Kirchhorst à l'été 1962.

## Source
- (de) Cet article est partiellement ou en totalité issu de l’article de Wikipédia en allemand intitulé « Bundesstraße 443 » (voir la liste des auteurs).

1. ↑  (de) « Die Bundes- und Reichsstraßen in Deutschland - Nr. ab 399 » [archive du 15 octobre 2008], sur home.arcor.de (consulté le 18 juillet 2025)